# Famotidin
Famotidin (INN) je histaminski antagonist H2 receptora koji inhibira produkciju Želudačne kiseline, i on se često koristi za lečenje čira na dvanaestopalačnom crevu i gastroesofagealne refluksne bolesti. Ovaj lek prodaju kompanije Džonson i Džonson/Merck pod imenima Pepcidin i Pepcid, kao i kompanija Astelas pod imenom Gaster. Za razliku od cimetidina, prvog H2 antagonist, famotidin ne utiče na enzimski sistem citohroma P450, i ne formira interakcije sa drugim lekovima.